# Prospect, Ohio
Prospect là một làng thuộc quận Marion, tiểu bang Ohio, Hoa Kỳ. Năm 2010, dân số của làng này là 1112 người.

## Dân số
- Dân số năm 2000: 1191 người.
- Dân số năm 2010: 1112 người.